# Blue Flag (ejercicio militar)
Blue Flag (en español, Bandera azul) es un ejercicio de aviación militar bienal de carácter internacional organizado por la Fuerza Aérea de Israel (FAI). Su propósito es simular situaciones de combate en una multitud de escenarios utilizando avanzados sistemas de armas, principalmente los aviones de caza. Dadas las diferencias en tácticas de combate, experiencia, ubicación geográfica y las propias aeronaves, el ejercicio brinda a los pilotos de los países participantes la oportunidad de aprender de sus pares nuevas tácticas y de ejercer el vuelo sobre terreno diferente al que acostumbran. La experiencia combativa de la FAI ha sido un aliciente para la participación (activa o como observadores) de muchos países. El objetivo estratégico de Blue Flag, más allá de estrechar los lazos entre los países participantes, es ejercer la colaboración militar ante posibles futuros conflictos en los que podrían ser aliados.

## Historia

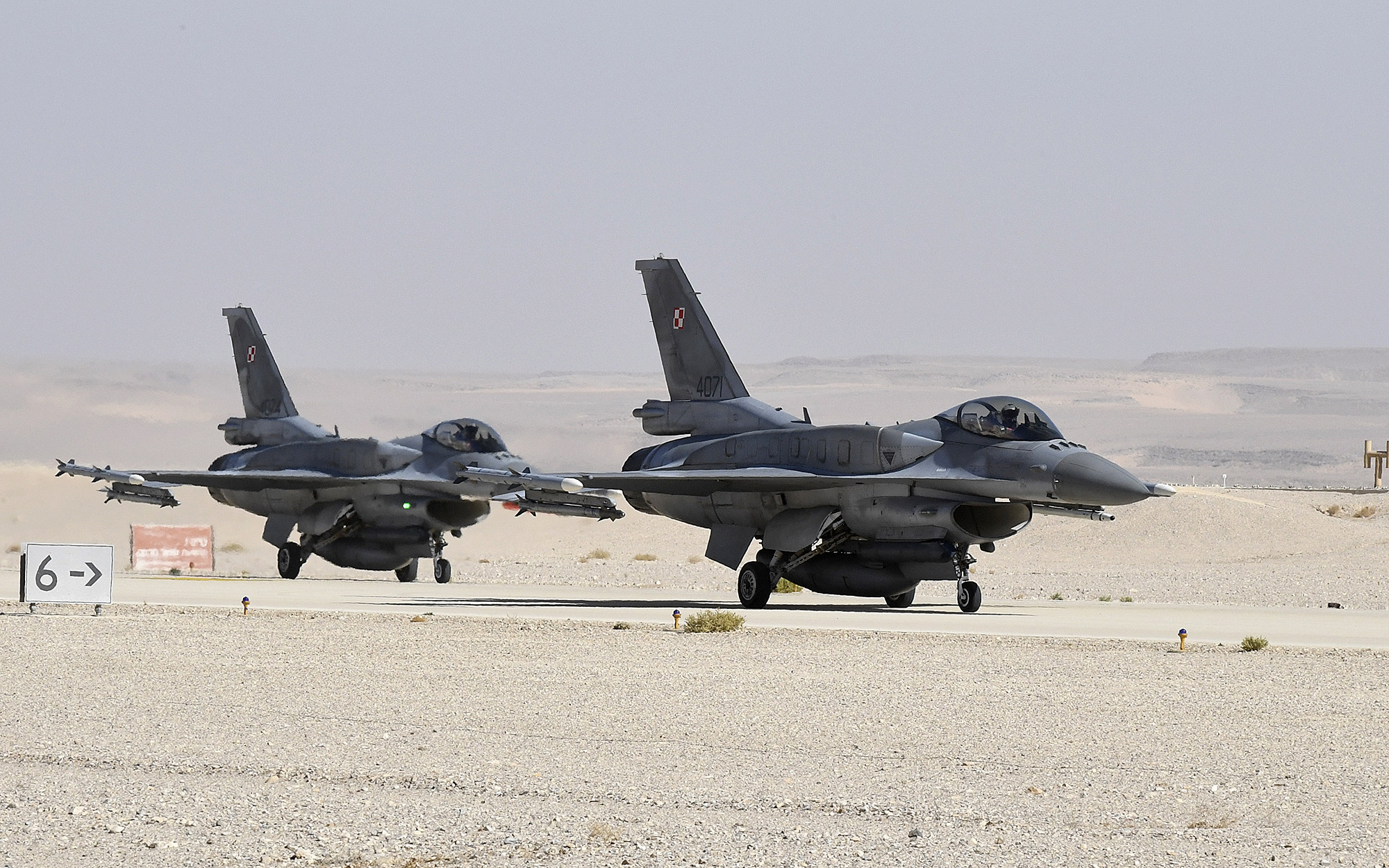
Dos F-16 polacos en la base de Ovda, Blue Flag 2017

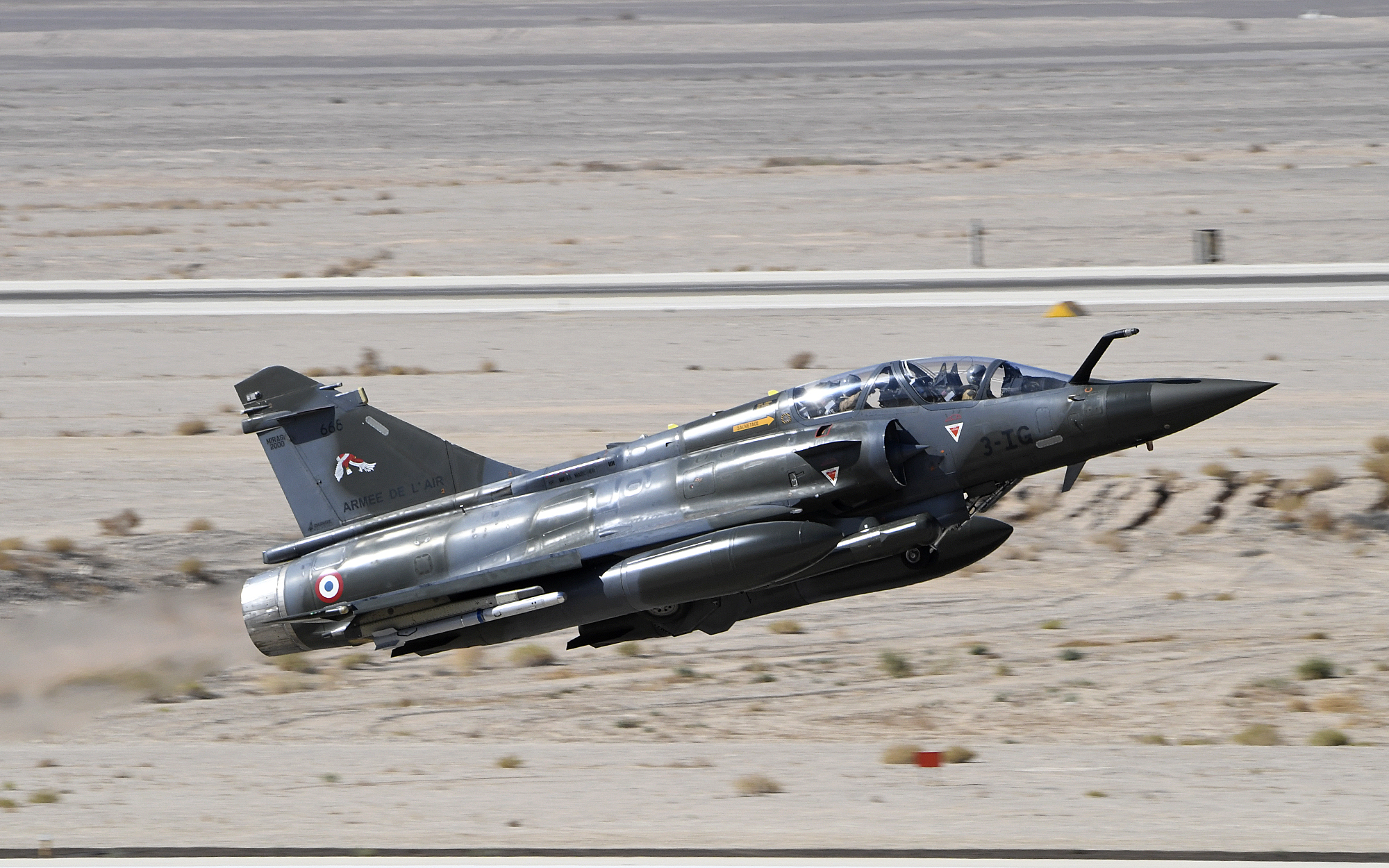
Mirage 2000D francés despegando en el Néguev, Blue Flag 2017

El primer ejercicio Blue Flag tuvo lugar en 2013 (BF2013), en principio como evento único que pretendía extender la colaboración entre las fuerzas aéreas de cuatro países, que más tarde serían participantes permanentes: Israel, Estados Unidos, Grecia e Italia.
En 2015 se estableció la faceta bienal del ejercicio, que se celebró ese año con la participación de Polonia, en un escenario más amplio (prácticamente por toda la geografía de Israel) y con 34 países observadores representados a través de sus agregados militares, incluyendo a Austria, Reino Unido, Canadá y Francia, quienes han manifestado su interés por participar activamente en futuros ejercicios (Francia lo hizo en 2017 y Reino Unido lo tiene previsto para 2021). Con decenas de aviones y más de 1200 efectivos, entre pilotos, mecánicos y personal de tierra, el ejercicio de 2015 resultó ser el mayor de su categoría hasta la fecha en la historia de Israel (no incluyendo ejercicios combinados). Además, coincidió con varios días tormentosos, obligando a los pilotos a practicar tácticas de combate y repostaje aéreo en condiciones meteorológicas extremas.
En 2017 se unieron al ejercicio las fuerzas aéreas de Alemania y Francia en lo que llegaría a ser el mayor ejercicio a día de hoy, tanto por sus dimensiones como por la variedad de participantes y los escenarios ejercidos. Por sus características, es considerado uno de los ejercicios de aviación militar más destacados de los últimos tiempos. La incorporación de dos aviones avanzados muy característicos de Europa, el Eurofighter Typhoon y el Mirage 2000 fue muy importante en este contexto.
El Blue Flag de 2019 (BF2019) tuvo lugar en el último momento ya que por motivos logísticos se había previsto para 2020. Los cinco países participantes pudieron ensayar con mayor variedad de sistemas de armas y simular combates aéreos empleando tácticas más diversas, siendo considerado el Blue Flag "más avanzado hasta la fecha". Enfocado en la colaboración estratégica e interoperabilidad entre los países participantes, también fue caracterizado por el intercambio de pilotos, probando el vuelo en aviones de otras fuerzas aéreas.

## Participantes activos
- 2013: Israel, Estados Unidos, Italia y Grecia.
- 2015: Israel, Estados Unidos, Grecia y Polonia.
- 2017: Israel, Estados Unidos, Italia, Grecia, Polonia, Alemania, Francia e India.
- 2019: Israel, Estados Unidos, Italia, Grecia y Alemania.

## Aeronaves
Uno de los desafíos del ejercicio ha sido la integración entre aeronaves de varias generaciones: 4, 4.5 y 5 (a partir de 2019). Los cazas que han participado en el ejercicio son:
- Israel: F-16 C/D bloque 52+, F-15, F-16I, F-15I (2017, 2019), F-35A (2019)
- Estados Unidos: F-16 (distintos bloques y variedades)
- Alemania: Eurofighter Typhoon
- Francia: Mirage 2000D
- Italia: Panavia Tornado, Eurofighter (2019), F-35 (2019)
- Grecia: F-16
- Polonia: F-16

Aparte de aviones de combate, Israel ha aportado distintos aviones pesados de transporte, helicópteros, UAVs y tecnología EW, simulando escenarios en el campo de batalla moderno. Por su parte, India participó por primera vez en el Blue Flag con un C-130J Super Hercules junto con un contingente de la División de Operaciones Especiales de sus fuerzas armadas.

## Curiosidades
El Blue Flag de 2017 fue la primera vez que la Luftwafe (Bundeswehr) tuviera presencia aérea militar en Israel. Aunque pilotos de la FAI y la Luftwafe ya se habían cruzado en los ejercicios Red Flag de Estados Unidos desde 2006, su presentación conjunta en Israel se consideró un momento emocional para muchos, con la Cruz de Hierro de la Bundeswehr en los cazas alemanes al lado de la Estrella de David pintada en los aviones israelíes. La Luftwafe volvió a participar en el ejercicio de 2019, y un año después, en agosto de 2020, aviones de combate de la FAI volaron por primera vez en la historia en espacio aéreo alemán, afianzando una relación especial entre los dos brazos armados.
En el ejercicio de 2019 se presentó por primera vez el F-35A israelí que, como en el caso de los F-15I y F-16I, tiene integradas armas y tecnologías desconocidas por la mayor parte de las fuerzas aéreas. Para muchos pilotos fue además una oportunidad para familiarizarse con las capacidades del F-35, siendo su primera vez volando en formaciones que integran este avión (con unidades tanto de la FAI como de la Aeronautica Militare italiana).  
El Reino Unido tenía previsto participar en el ejercicio de 2020 antes de que fuera adelantado a su fecha original de 2019 (aunque sus pilotos ya tuvieran abundante representación como observadores en 2017). De participar activamente en el BF2021, sería la primera vez que aviones de combate de la Real Fuerza Aérea (RAF) vuelen en espacio aéreo israelí desde la guerra de 1948. Muchos de los aviadores que fundaron la FAI en los años 1940 y 1950 fueron veteranos de la RAF de la Segunda Guerra Mundial. Por su parte, Israel participó en septiembre de 2019 por primera vez en el ejercicio Cobra Warrior británico, al Este de Inglaterra, junto con pilotos de Reino Unido, Estados Unidos, Alemania e Italia. Aportando aviones de combate y de transporte, fue la primera vez que aviones de ambas fuerzas aéreas compartieran formación.   
En el caso de la Fuerza Aérea de Estados Unidos (USAF), la misma mantiene una colaboración estrecha con la IAF, que trasciende los ejercicios de Blue Flag y similares. Escuadrones de la USAF llevan a cabo ejercicios junto con la IAF al menos una vez al año, y habitualmente más. En el Blue Flag, la USAF es representada por aviones F-16 del Ala 52 de la base aérea de Spangdahlem en Tréveris, Alemania.